# Ставниця (Великопольське воєводство)
Ставниця (пол. Stawnica, нім. Stewnitz) — село в Польщі, у гміні Злотув Злотовського повіту Великопольського воєводства.
Населення — 593 особи (2011).
У 1975-1998 роках село належало до Пільського воєводства.

## Демографія
Демографічна структура станом на 31 березня 2011 року:
|          | Загалом | Допрацездатний вік | Працездатний вік | Постпрацездатний вік |
| -------- | ------- | ------------------ | ---------------- | -------------------- |
| Чоловіки | 291     | 63                 | 208              | 20                   |
| Жінки    | 302     | 64                 | 187              | 51                   |
| Разом    | 593     | 127                | 395              | 71                   |